# Filosofia de l'art
La filosofia de l'art s'ocupa de les obres d'art creades per l'acció humana, les belles arts. Dona arguments per distingir què és una obra d'art i analitza els objectius i les consecucions de les obres d'art. És una disciplina que es belluga entre l'estètica i la teoria de l'art. Respecte a la primera, el seu camp és més restrictiu, ja que la filosofia de l'art no contempla la bellesa provinent del món natural ni els sentiments que aquest pot evocar. Respecte a la segona és més ampli, ja que una teoria de l'art delimita una manera d'aproximar-se a l'estudi de l'art.